# Beauty Newbie
《Beauty Newbie》是由泰版《流星花园》的联合导演、《禁忌女孩》的编剧Aticha Tanthanawigrai（Mai）执导，平采娜·乐维瑟派布恩（Baifern）和梅塔文·欧帕西安卡琼（Win）领衔主演，改编自流行的网络漫画《我的ID是江南美人》的泰国浪漫爱情喜剧，2024年2月19日起在GMM 25播出。
此剧由GMMTV和Parbdee Tawesuk联合制作，并在2022年11月22日在曼谷联合大厅举行的「GMMTV23 Diversely Yours」新戏发布会上公开先导预告片。

## 剧情简介
Liu（Baifern 饰）因外貌而被欺负的年轻女孩。为了融入社会、避免被欺负，她在进入大学生活前接受了整容手术。结果，手术“太成功了”。这使她与其他女生相比异常美丽，也为她引起了不必要的麻烦。此外，有些人开始嘲笑并责骂她。校草Guy ( Win 饰）与普丽玛就读于同一所中学，是少数知道她在整容前模样的人。与其他许多人不同的是，他在中学时未因为普丽玛的容貌而蔑视她。两人很快变得热络起来，Guy在校期间都把时间花在Liu身上，久而久之开始对她产生异样的情感。但是缺乏自信的Liu因害怕被嘲笑拒绝面对他的感情。

## 演员阵容

### 主要演员
- 平采娜·乐维瑟派布恩（Baifern） 饰演 Prima（Liu）[6]
- 梅塔文·欧帕西安卡琼（Win） 饰演 Guy[7]
- 娜米妲·吉勒娜拉帕（Jane）饰演 Faye（原定由永瓦蕾·安尼柏尔（Fah）饰演。）[8][9]
- 萨博尔·阿萨瓦蒙空（Great）饰演 Saint

### 其他演员
- 德雷克·莱德克（Drake）饰演 Mork
- 塔纳文·提拉珀苏卡恩（Louis）饰演 Film
- 塔纳本·吉塔澜（Aou）饰演 Jerry
- 塔诵·格琳纽慕（Emi）饰演 Anne
- 帕查彤·塔娜瓦（Ployphach）饰演 Mimi
- Veravarong Kankranchana（Jobpy）饰演 Paula
- 辛纳拉·西里朋查瓦雷（Mike）饰演 Mac，曾向Liu告白。
- 苏帕功·斯里坡通（Pod）饰演 Third
- 素帕·讪甲沃拉翁（Est）饰演 Note
- Pracharapon Thepsukdee（Atom）饰演 Jo
- 索芘娜帕·崇帕尼（Jeab）饰演 Linda，Guy的母亲
- 阿玛霖·尼瑅布汉（Um）饰演 Kroekphon，Guy的父亲
- 卡珑款·娜功塔普（Jaoying）饰演 Gale，Guy的姐姐

### 客串演员
- 娜荻查·巴帕基迪（Ciize）饰演 Milin
- 尼替·柴契塔通（英语：Niti Chaichitathorn）（Pompam）饰演 Nam
- 梅塔斯·欧帕西安卡琼（Mick）饰演 Guy（童年时期）
- Nutta Punyathanathamrong（Winwa）饰演 Liu（童年时期）
- Yuwadee Ruangchai（Pu）饰演 Sunee，Liu的母亲
- Jumpol Thongtan（Gokhai）饰演 Sompoj，Liu的父亲
- Pajaree Nantarat（Pan）饰演  Da
- Yannawee Khuptawetin（Oil）饰演  Faye的母亲
- Chayapat Siriposop（Tae）饰演  Faye的外婆
- Weeravit Vongrouempibool（Best）饰演  Pun
- Kamthorn Lorjitramnuay（Hlung）饰演  Ake
- Wannasiri Srivarathanabul（Kung）饰演  Phen
- Niroth Ruencharoen（Earth）饰演  Gun
- Chayanee Chaladthanyakij（Meen）饰演 行政老师
- Kamonporn Kosriyarakwong（Beambeam）饰演  Nene

## 劇集原聲帶
| 《Beauty Newbie》劇集原聲帶 | 《Beauty Newbie》劇集原聲帶 | 《Beauty Newbie》劇集原聲帶    | 《Beauty Newbie》劇集原聲帶 |
| 曲序                        | 曲目                        | 演唱者                         | 时长                        |
| --------------------------- | --------------------------- | ------------------------------ | --------------------------- |
| 1.                          | มุมมอง (Focus)（主题曲）     | 蓋溫·卡斯奇、塔索恩·克林尼亞姆 | 4:30                        |
| 2.                          | โลกทั้งใบ (Blind)             | 蓋溫·卡斯奇                    | 4:17                        |
| 3.                          | ต่อให้รู้ว่าไม่จริง（White Lie）   | 莎蘭查娜·阿芘莎麥蒙坤          | 4:00                        |

## 制作
此剧改编自著名网络漫画《我的ID是江南美人》，也是继2018年由林秀香和车银优主演的韩剧改编后，对网络漫画进行的二次改编。